# Stacy Martin
Pour les articles homonymes, voir Martin.
Stacy Martin est une actrice franco-britannique née le 20 mars 1990 à Paris.

## Biographie
Née le 20 mars 1990 d'une mère anglaise originaire de Wiltshire, près de Stonehenge, et d'un père français originaire du Maine-et-Loire qui exerce la profession de coiffeur, Stacy Martin est fille unique,. Elle grandit à Paris, en Angleterre et au Japon, et vit à Londres depuis sa majorité. Sans surprise, elle s'exprime avec la même aisance en français et en anglais et peut donc indifféremment jouer dans ces deux langues.
Elle travaille dans le mannequinat depuis l'âge de 16 ans. En 2013, elle est choisie à l'issue d'une audition par le réalisateur danois Lars von Trier pour incarner le personnage de Joe dans Nymphomaniac. Le personnage adulte de Joe est joué par Charlotte Gainsbourg.
En 2015, elle tient le premier rôle dans le film Taj Mahal de Nicolas Saada où elle interprète le personnage de Louise, une jeune femme confrontée à une attaque terroriste en Inde. Le scénario s'inspire des attaques de Bombay qui ont ensanglanté la ville en novembre 2008. Elle tient également le rôle de Dora jeune dans le film d'horreur fantastique Tale of Tales de Matteo Garrone, l'autre version de son personnage étant tenue par Hayley Carmichael (en). Enfin, elle tient le rôle d'Anita dans le film La Dame dans l'auto avec des lunettes et un fusil de Joann Sfar, porté par l'actrice Freya Mavor.
Dans Le Redoutable de Michel Hazanavicius, sorti en 2017, elle joue le rôle d'Anne Wiazemsky, ancienne femme de Jean-Luc Godard.
En 2018, dans Joueurs de Marie Monge, elle incarne Ella, jeune femme happée malgré elle par la folie des jeux d’argent et par son compagnon, Abel, interprété par Tahar Rahim.
L'année suivante, elle alterne entre la France et Hollywood et elle seconde d'abord Vincent Lindon, qui incarne Giacomo Casanova, dans le drame historique Dernier Amour de Benoît Jacquot   où elle est Marianne de Charpillon. Elle fait ensuite partie de la distribution du film musical Vox Lux de Brady Corbet, au côté de Natalie Portman.
En 2020, elle donne la réplique à Pierre Niney et Benoît Magimel dans le thriller Amants de Nicole Garcia. Le film est présenté en compétition à la Mostra de Venise en septembre.

### Festivals
Lors du Festival de Cannes 2019, elle est membre du jury Cinéfondation et courts métrages.
Lors de la Mostra de Venise 2019, elle est membre du jury international des longs métrages.

### Vie privée
Elle est en couple avec le musicien britannique Daniel Blumberg.

## Filmographie

### Cinéma
- 2014 : Nymphomaniac de Lars von Trier : Joe
- 2015 : Tale of Tales (Il racconto dei racconti) de Matteo Garrone : Dora jeune
- 2015 : La Dame dans l'auto avec des lunettes et un fusil de Joann Sfar : Anita
- 2015 : Taj Mahal de Nicolas Saada : Louise
- 2015 : Winter de Heidi Greensmith : Sophie
- 2016 : High-Rise de Ben Wheatley : Faye
- 2016 : L'Enfance d'un chef (The Childhood of a Leader) de Brady Corbet : la professeur
- 2016 : The Last Photograph de Danny Huston : Bird
- 2017 : Le Redoutable de Michel Hazanavicius : Anne Wiazemsky
- 2017 : Rosy de Jessica Yohai : Rosy
- 2017 : 3 Way Junction de Juergen Bollmeyer : Lisa
- 2018 : Amanda de Mikhaël Hers : Lena
- 2018 : Joueurs de Marie Monge : Ella
- 2018 : Vox Lux de Brady Corbet : Eleanor
- 2019 : Dernier Amour de Benoît Jacquot : Marianne de Charpillon
- 2020 : Amants de Nicole Garcia : Lisa Redler
- 2020 : The Evening Hour de Braden King : Charlotte Carson
- 2020 : Archive de Gavin Rothery : Jules Almore / J3, la femme de George / la voix de J2
- 2020 : La Proie d'une ombre (The Night House) de David Bruckner : Madelyne
- 2021 : La Vie extraordinaire de Louis Wain (The Electrical Life of Louis Wain) de Will Sharpe
- 2022 : I Love Greece de Nafsika Guerry-Karamaounas : Marina
- 2023 : La Graine d'Éloïse Lang : Inès
- 2023 : Bonnard, Pierre et Marthe de Martin Provost : Renée
- 2024 : Le Molière imaginaire d'Olivier Py : Armande Béjart
- 2024 : The Brutalist de Brady Corbet : Maggie Van Buren
- 2025 : Islands de Jan-Ole Gerster : Anne

### Télévision
- 2018 : Leading Lady Parts de Jessica Swale (en) : Elle-même

#### Séries télévisées
- 2021 : Le Serpent (série télévisée Netflix) :  Juliette Voclain